# سوانتی
سوانِتی (به گرجی: სვანეთი) (تلفظ: Svaneti) یکی از مناطق باستانی گرجستان است که در استان‌های راچا-لچخومی و کومو سوانتی و سامگرلو-زمو سوانتی قرار دارد.
سوانتی به دو بخش زمو سوانتی (به معنای سوانستان شمالی) و کومو سوانتی (به معنای سوانستان جنوبی) تقسیم می‌شود.

## موقعیت

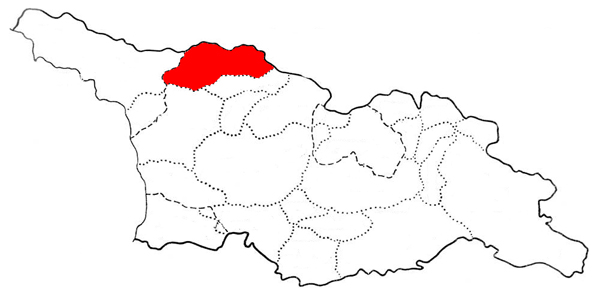
موقعیت جغرافیایی زمو سوانتی

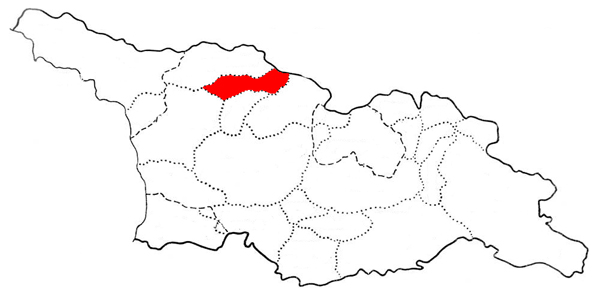
موقعیت جغرافیایی کومو سوانتی

سوانتی در سرحدات سرشاخه‌های رود اینگوری قرار دارد. در قسمت مرکزی سوانتی روستاهای مولاخی، موژالی، مستیا، لاتالی، لنجری، بچو و تسخوماری قرار دارند. در این روستاها زمین‌های زیر کشت در ارتفاعات بین ۱۲۰۰ تا ۱۵۰۰ متری از سطح دریا واقع شده‌است.
مستیا مرکز این ناحیه است که از چهار روستا به نام‌های: «ستی، لانچوالا، لختاقی و ولاگامی» تشکیل شده‌است و با شهرهای بزرگ گرجستان ارتباط هوایی دارد.

## جغرافیا
سوانتی متشکل از مناطق کوهستانی بوده و نیز مرکز کوهنوردی قفقاز است، کوهنوردان از جاهای مختلف برای صعود به قله‌های معروف اوشبا، جانگا و شخارا، از رشته کوه‌های قفقاز مرکزی، به این ناحیه عزیمت می‌کنند.

## نگارخانه

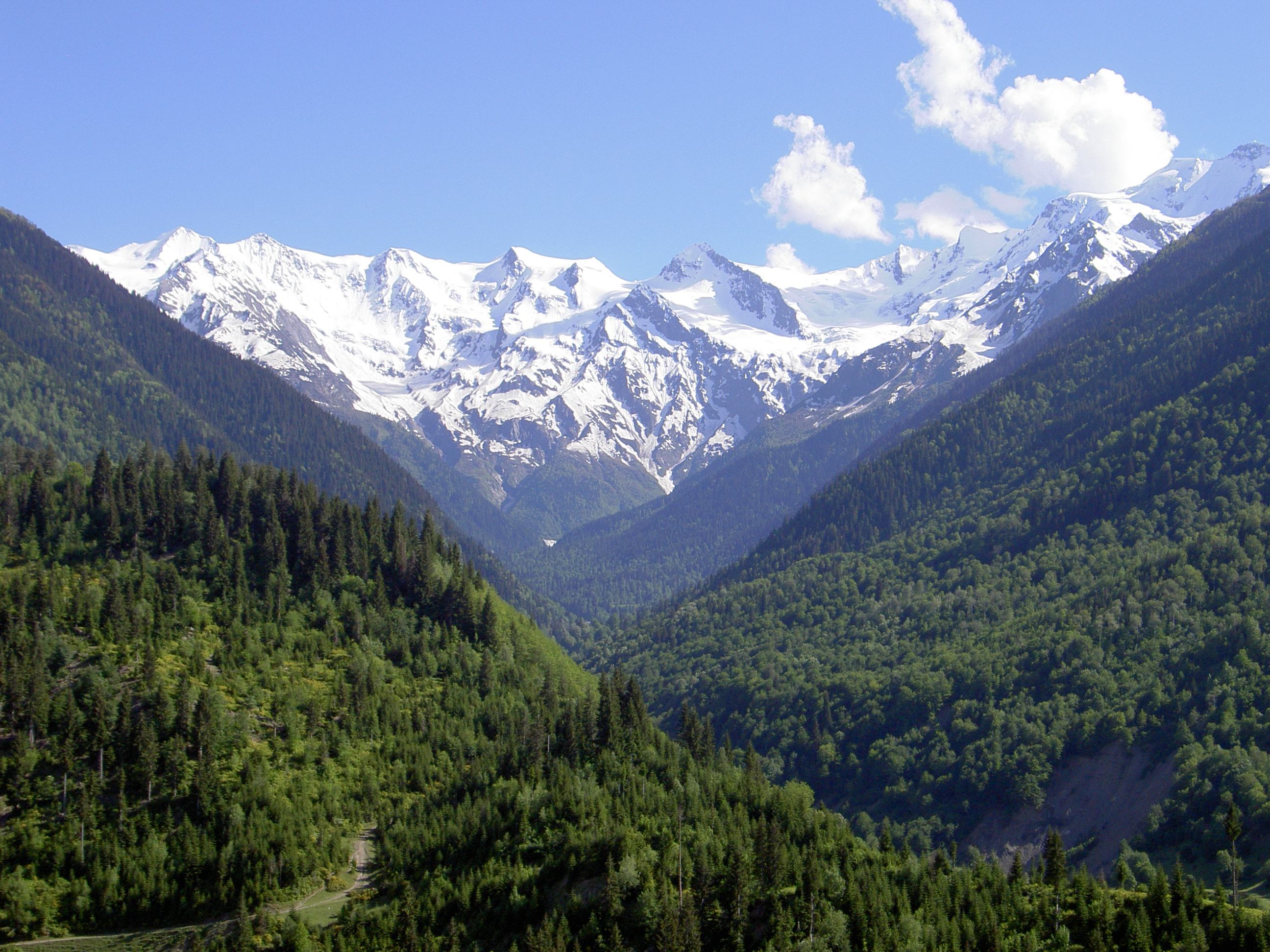
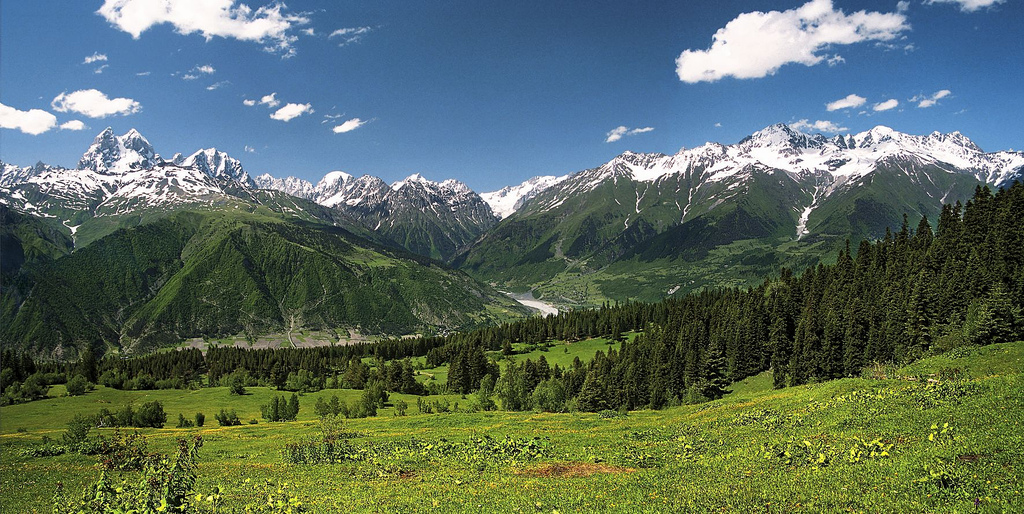
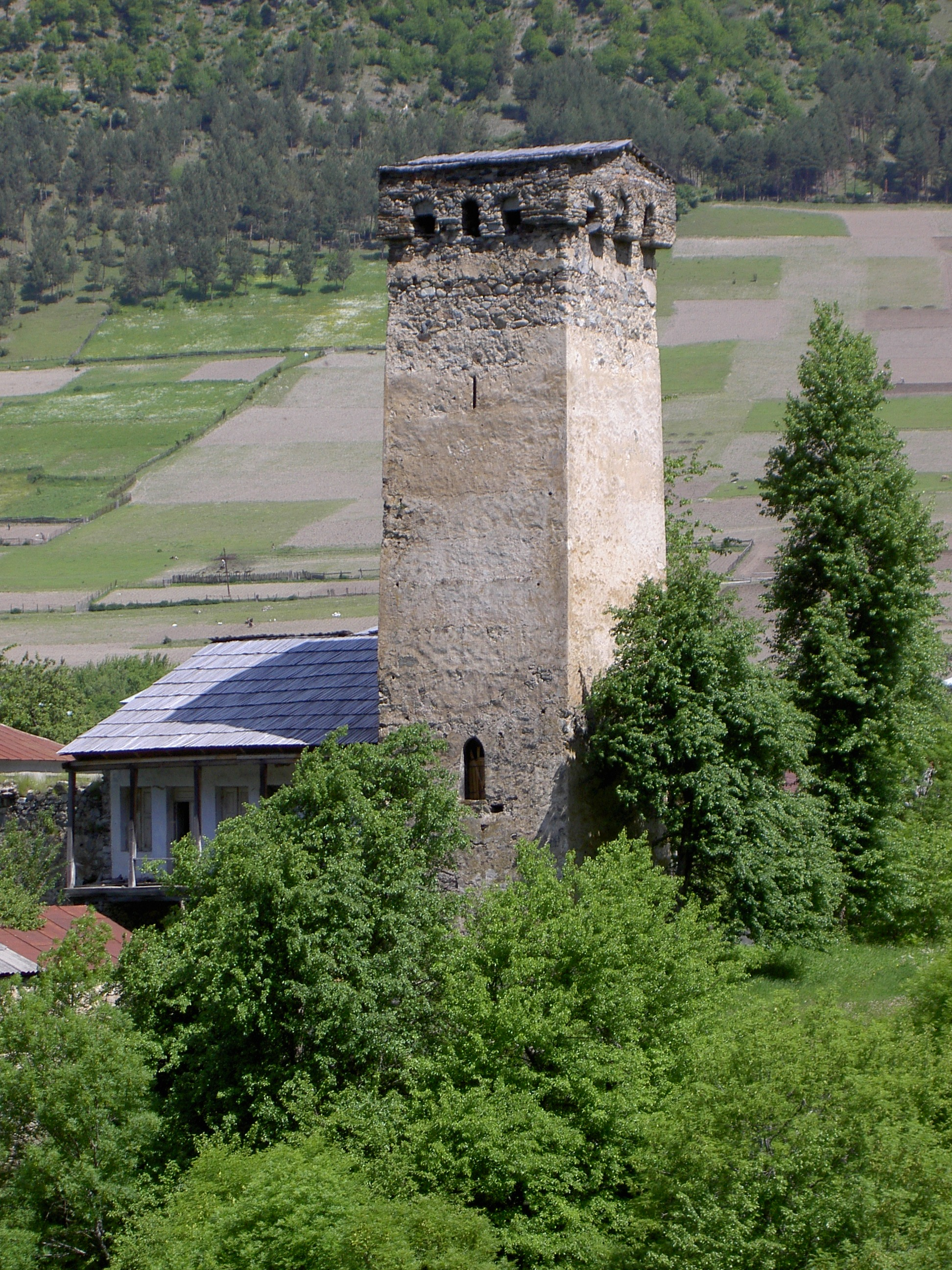